# Étoile sportive Saint-Michel Le Portel Côte d'Opale
Maillots
Actualités
| \| Le Portel \| Le club est basé à Le Portel. |
| Le Portel                                     |

L'Étoile sportive Saint-Michel Le Portel Côte d'Opale, couramment abrégée en ESSM ou Le Portel, est un club professionnel de basket-ball français fondé en 1928 et basé au Portel (Pas-de-Calais). Il s'agit d'une des sections du club omnisports de « La société Saint-Michel », créée en 1920.
Le club évolue actuellement en première division. Il est présidé par Yann Rivoal et entraîné par Kenny Grant. Depuis le 28 novembre 2015, le club reçoit ses adversaires dans la salle du « Chaudron », salle de 3 500 places.

## Historique
L'Étoile sportive Saint-Michel est créée en 1928[réf. souhaitée], avec le basket-ball comme sport principal.
Après plusieurs descentes successives, l'ESSM repart du championnat régional et gravit à nouveau tous les échelons : N4, N3, N2.
L'ESSM Le Portel termine 2e de la saison 2006-2007 en N1 derrière Saint-Vallier, ce qui lui vaut son ticket pour la Pro B pour la saison 2007-2008.
À partir de 2010 et jusqu'en 2016, ils participent quasiment chaque année aux play-offs de la Pro B.
La saison 2014-2015 est marquée par un très beau parcours en coupe de France où le club élimine des candidats au titre de Pro A (Le Mans, Le Havre et l'ASVEL). En demi-finale, c'est au tour du champion de France en titre, le Limoges CSP, de tomber. La finale se joue face à Strasbourg, les Portelois résistent durant trois quart-temps mais s'inclinent sur le score de 74 à 87. Lors des playoffs de Pro B, le Portel est battu en demi-finale par l'Olympique d'Antibes. À la fin de la saison, Mathieu Wojciechowski reçoit le titre de meilleure progression du championnat.
Le 10 juin 2016, en finale de play-offs, les Stellistes s'imposent face à Évreux (67-52) et s'assurent la montée en Pro A pour la saison 2016-2017.
En cours de saison 2019-2020, Éric Girard devient directeur sportif. Maintenu en première division avec le gel du championnat et les descentes en Pro B liés à la crise de la Covid-19, Éric Girard reprend ses fonctions d'entraineur. Il redevient directeur sportif à partir de la saison 2021-2022 et Serge Crèvecœur est le nouvel entraîneur. Mais en janvier 2022, Crevecoeur est démis de ses fonctions alors que le club occupe la dernière place au classement de première division et Girard redevient entraîneur.
Quinzième de saison régulière 2024-2025, Le Portel doit disputer les playoffs d'accession. Le club s'impose en deux manches face à Roanne, puis sur le même score face à Orléans, avant d'assurer son maintien dans l'élite en remportant la finale de ces playoffs face à Alliance Sport Alsace lors de la manche décisive.

## Bilan sportif

### Palmarès
| Compétitions nationales | Compétitions internationales |
| - Pro B - Vainqueur des playoffs (1) : 2016. - Nationale 1 - Vice-champion (1) : 2007. - Nationale 3 - Vice-champion (1) : 2003. - Coupe de France : - Finaliste (1) : 2015. | - Néant.                     |

### Saisons précédentes
| Saison    | Championnat France | Championnat France | Championnat France | Championnat France | Coupe de France            | Bilan                                              |
| Saison    | Division           | Classement         | Victoires-Défaites | Playoffs           | Coupe de France            | Bilan                                              |
| --------- | ------------------ | ------------------ | ------------------ | ------------------ | -------------------------- | -------------------------------------------------- |
| 2002-2003 | Nationale 2        | 1er                |                    |                    |                            | accède en Nationale 1                              |
| 2003-2004 | Nationale 1        | 9e                 |                    |                    |                            |                                                    |
| 2004-2005 | Nationale 1        | 5e                 |                    |                    |                            |                                                    |
| 2005-2006 | Nationale 1        | 6e                 |                    |                    |                            |                                                    |
| 2006-2007 | Nationale 1        | 2e                 |                    |                    | Trente-deuxièmes de finale | accède en Pro B                                    |
| 2007-2008 | Pro B              | 13e sur 18         | 14-20              | Non qualifié       | Trente-deuxièmes de finale |                                                    |
| 2008-2009 | Pro B              | 16e sur 18         | 11-23              | Non qualifié       |                            |                                                    |
| 2009-2010 | Pro B              | 7e sur 18          | 20-14              | quarts de finale   | Seizièmes de finale        |                                                    |
| 2010-2011 | Pro B              | 8e sur 18          | 19-15              | quarts de finale   | Trente-deuxièmes de finale |                                                    |
| 2011-2012 | Pro B              | 15e sur 18         | 12-22              | Non qualifié       | Huitièmes de finale        |                                                    |
| 2012-2013 | Pro B              | 7e sur 18          | 20-14              | quarts de finale   | Seizièmes de finale        |                                                    |
| 2013-2014 | Pro B              | 5e sur 18          | 25-19              | quarts de finale   | Seizièmes de finale        |                                                    |
| 2014-2015 | Pro B              | 9e sur 18          | 18-16              | quarts de finale   | Finale                     | finaliste de la Coupe de France                    |
| 2015-2016 | Pro B              | 6e sur 18          | 19-15              | Vainqueur          | Seizièmes de finale        | accède en Pro A                                    |
| 2016-2017 | Pro A              | 7e sur 18          | 19-15              | Quart de finale    | Quart de finale            |                                                    |
| 2017-2018 | Pro A              | 11e sur 18         | 16-18              | Non qualifié       | Huitièmes de finale        |                                                    |
| 2018-2019 | Pro A              | 16e sur 18         | 10-24              | Non qualifié       | Seizièmes de finale        |                                                    |
| 2019-2020 | Pro A              | 18e sur 18         | 4-20               | Non qualifié       | Trente-deuxièmes de finale |                                                    |
| 2020-2021 | Pro A              | 13e sur 18         | 13-21              | Non qualifié       | Seizièmes de finale        |                                                    |
| 2021-2022 | Pro A              | 14e sur 18         | 13-21              | Non qualifié       | Trente-deuxièmes de finale |                                                    |
| 2022-2023 | Pro A              | 12e sur 18         | 15-19              | Non qualifié       | Huitièmes de finale        |                                                    |
| 2023-2024 | Pro A              | 8e sur 18          | 17-17              | Quart de finale    | Quart de finale            |                                                    |
| 2024-2025 | Pro A              | 15e sur 16         | 8-22               | Non qualifié       | Huitièmes de finale        | Maintien, par la victoire des playoffs d'accession |

## Personnalités du club

### Entraîneurs successifs
| Nom                | Période     |
| ------------------ | ----------- |
| Dominique Guéret   | 2001 - 2004 |
| Arnaud Ricoux      | 2004 - 2009 |
| Cédric Binault     | 2009 - 2012 |
| Éric Girard        | 2012-2019   |
| Christian Monschau | 2020        |
| Éric Girard        | 2020-2021   |
| Serge Crèvecœur    | 2021-2022   |
| Éric Girard        | 2022 - 2025 |
| Kenny Grant        | depuis 2025 |

### Joueurs emblématiques
- Sherman Gay (2012-2013)
- Dominique Coleman
- Willie Jenkins
- Karim Atamna (2007-2008)
- Maxime Boire (2007-2009)
- Jermaine Bucknor (2007-2008)
- Akim Defoe (2001-2005)
- Zach Gourde (2006-2009)
- Wilbert Brown
- Pascal Jullien (2000-2001)
- Mehdi Labeyrie Hafsi (2010-2012)
- Guillaume Leburgue (2006-2012)
- Dimitri Mazarin (2007-2008)
- Aude Pierre-Joseph
- Ljubomir Avramovic
- Buljan Zvonko
- Mathieu Wojciechowski (2013-2015, 2020-2022)
- Austen Rowland (2010-2011)
- Guillaume Szaszczak
- Ronnie Taylor (2009-2010, 2011-2013, 2014)
- Justin Safford
- Nigel Wyatte (2009-2012)
- Darrin Dorsey (2016-2017)
- Frank Hassell (2016-2017)
- Jakim Donaldson (2014-2018)
- Benoît Mangin (2011-2023)
- Nadir Hifi (2020-2023)

Joueurs ayant participé au All-Star Game LNB :  Jakim Donaldson (2016, remplaçant),  Trae Golden (2017, remplaçant),  Benoît Mangin (2018 et 2019, remplaçant),  Nadir Hifi (2022, Skills Challenge),  Bastien Vautier (2023, titulaire).

## Structures du club

### Salles
Avant l'arrivée du Chaudron fin 2015, l'ESSM était souvent considéré comme les « SDF du basket-ball français ».
Avant 2003 et sa montée en Nationale 1, le club recevait ses adversaires à la salle Charles Humez où s'entraine aujourd'hui l'association du Drapeau du Portel.
Entre 2003 et 2007, avant sa montée en Pro B, l'ESSM recevait ses adversaires à la salle Georges Carpentier dans le centre du Portel. Aujourd'hui, la section amateur de l'ESSM organise ses matchs et d'autres manifestations dans cette salle.
Faute de salle homologuée par la fédération, l'ESSM reçoit de sa montée en Pro B jusque 2014 à la salle Damrémont de Boulogne-sur-Mer, enceinte qui peut accueillir jusqu'à 2 000 personnes et qui est mise à disposition par le voisin du SOMB Boulogne, qui évolue aussi dans cette salle et dans le même championnat. L'équipe s'entrainait régulièrement dans la salle Georges Carpentier faute de créneau disponible dans la salle Damrémont. Elle jouait également certains de ses matchs au Palais des sports de Berck ou à la Salle Calypso à Calais, notamment les derby ESSM-SOMB et le match de carnaval contre Pau-Lacq-Orthez en février 2012.
Durant la saison 2014-2015, la salle Damrémont est réservée au SOMB, évoluant maintenant en Pro A, et l'ESSM est contraint de jouer dans la salle des sports du lycée Giraux-Sannier de Saint-Martin-Boulogne (1300 places). La descente du SOMB un an plus tard en Pro B permit à l'ESSM de rejouer dans la Salle Damrémont pendant quelques mois jusqu'à l'ouverture du Chaudron.
Le 28 novembre 2015, l'ESSM joue son premier match contre Orchies dans le « Chaudron », nouvelle salle de 3 500 places.

### Matchs importants
Au Portel, 3 matchs ont une importance particulière dans l'esprit des supporters :
- Le match du Carnaval, match dont tous les supporters viennent déguisés pour la tradition de Carnaval du portel. Il s'agit d'un match où l'ambiance est fortement présente dans la salle.
- Le derby de l'agglomération boulonnais qui oppose les 2 clubs rivaux du Portel et de Boulogne (SOMB). Villes limitrophes, mais une forte rivalité subsiste pour la suprématie locale.
- Du fait de sa montée en Pro A, un nouveau derby fait son apparition, il s'agit du match entre l'ESSM et le BCM (Gravelines-Dunkerque), les villes du Portel et de Gravelines étant distantes de 50 kilomètres.

### Centre de formation
Les joueurs du centre de formation  de l'ESSM Le Portel évoluent au niveau U18 Élite et championnat Espoirs Élite.
Les joueurs sous contrat aspirants/stagiaires s'entrainent quotidiennement avec l'équipe professionnelle.
L'entraînement quotidien, la préparation physique et tactique sont assurés par des entraîneurs diplômés d'État.
Les entraînements et le renforcement musculaire ont lieu à la salle Carpentier et à la salle du Chaudron.

### Marketing et partenaires
Comme tous les clubs professionnels, l'ESSM fait du marketing et notamment auprès des partenaires. Ce club de partenaires permet de fidéliser et favoriser les entreprises à dimension locale, nationale voire internationale.

## Historique du logo

Logo avant 2007.
Logo de 2007 à 2015.
Logo actuel.

## Équipementiers
| Période        | Équipementier | Réf.  |
| -------------- | ------------- | ----- |
| ? – ?          | Spalding      | [ 8 ] |
| 2014/09 min. – | Kappa         | [ 9 ] |
| 2024-          | Erreà         | 9     |